# Ligne S5 du métro de Nankin
 (décembre 2021).
Si vous disposez d'ouvrages ou d'articles de référence ou si vous connaissez des sites web de qualité traitant du thème abordé ici, merci de compléter l'article en donnant les références utiles à sa vérifiabilité et en les liant à la section « Notes et références ».
La ligne S5 du métro de Nankin (chinois traditionnel : 寧揚城際軌道交通 ; chinois simplifié : 宁扬城际轨道交通) est une ligne qui est en construction du métro de Nankin. C'est une ligne sud-nord qui relie le district de Qixia avec la ville de Yangzhou au nord. De Lac Xianlin à Gare de Yangzhou Ouest, la ligne comporte 16 stations et 57,55 km en longueur.

## Histoire
| Section     | Section                | Date d'ouverture | Longueur km | Stations |
| ----------- | ---------------------- | ---------------- | ----------- | -------- |
| Lac Xianlin | Gare de Yangzhou Ouest |                  | 57.55       | 16       |

## Caractéristiques

### Liste des stations
| Services                       | Nom de station                   | Nom de station | Nom de station                 | Connexions     | Positionne à |
| Services                       | Français                         | Chinois        | Anglais                        | Connexions     | Positionne à |
| ------------------------------ | -------------------------------- | -------------- | ------------------------------ | -------------- | ------------ |
| Prolongement Ouest (en projet) |                                  |                |                                |                |              |
| S5-1                           | Lac Xianlin                      | 仙林湖         | Xianlinhu(Xianlin Lake)        | Ligne2・Ligne4 |              |
| S5-2                           | Qixia                            | 棲霞           | Qixia                          | Ligne6         |              |
| S5-3                           | Rue Dongyang                     | 東陽街         | Dongyangjie(Dongyang Street)   |                |              |
| S5-4                           | Rue Gangcheng                    | 港城路         | Gangchenglu(Gangcheng Road)    |                |              |
| S5-5                           | Huayuan                          | 花園           | Huayuan                        |                |              |
| S5-6                           | Longtan                          | 龍潭           | Longtan                        |                |              |
| S5-7                           | Longtan Est                      | 龍潭東         | Longtandong                    |                |              |
| S5-8                           | Jing'an                          | 靖安           | Jing'an                        |                |              |
| S5-9                           | Rue Wannian                      | 萬年路         | Wannianlu(Wannian Road)        |                |              |
| S5-10                          | Rue Gongnong                     | 工農路         | Gongnonglu(Gongnong Road)      |                |              |
| S5-11                          | Boulevard Tianning               | 天寧大道       | Tianningdadao(Tianning Avenue) |                |              |
| S5-12                          | Zone de développement de Yizheng | 儀徵開發區     |                                |                |              |
| S5-13                          | Piaoxi                           | 朴席           | Piaoxi                         |                |              |
| S5-14                          | Chahe                            | 汊河           | Chahe                          |                |              |
| S5-15                          | Rue Zhannan                      | 站南路         | Zhannanlu(Zhannan Road)        |                |              |
| S5-16                          | Gare de Yangzhou-Ouest           | 揚州西站       | Yangzhou West Railway Station  |                |              |